# Les Pirates de la côte
Pour plus de détails, voir Fiche technique et Distribution.
Les Pirates de la côte (titre original : I pirati della costa) est un film italo-français de Domenico Paolella sorti en 1960.

## Synopsis
Au XVIIe siècle, le capitaine Luis Monterrey se retrouve trahi par la cupidité du gouverneur d'Hispaniola. Afin de punir le traître, il doit rallier des pirates, jusque-là fidèles à l'Angleterre, à la cause de son pays.

## Fiche technique
- Titre original : I pirati della costa
- Réalisation : Domenico Paolella
- Scénario : Ugo Guerra, Luciano Martino, Bruso Rasia et Ernesto Gastaldi (non crédité)
- Photographie : Augusto Tiezzi
- Montage :  Jolanda Benvenuti
- Musique : Michele Cozzoli
- Décors : Giancarlo Bartolini Salimbeni et Alfredo Montori
- Costumes : Giancarlo Bartolini Salimbeni et Italia Scandariato
- Producteur : Fortunato Misiano
- Pays de production :  Italie |  France
- Genre : Film d'aventure
- Durée : 102 minutes (1 h 42)
- Dates de sortie :
  - Italie : 1er décembre 1960
  - France : 17 octobre 1962

## Distribution
- Lex Barker (VF : Bernard Noël) : le capitaine Luis Monterrey
- Estella Blain : la comtesse Isabela (Isabelle en VF) Linares
- Livio Lorenzon (VF : Georges Aminel) : Olonese
- Liana Orfei (VF : Nelly Delmas) : Ana Del Perù
- Loris Gizzi (VF : Yves Brainville) : Don Fernando Linares
- John Kitzmiller (VF : Bachir Touré) : le capitaine Rock
- Nino Vingelli (VF : Claude Bertrand) : Porro (Gorgo en VF)
- Ignazio Balsamo (VF : René Arrieu) : le capitaine Brook
- Nando Angelini (VF : Jean-Louis Jemma) : le capitaine Manolito (Manuelito en VF)
- Gianni Solaro (VF : Jean Amadou) : le capitaine LaMotte
- Enzo Fiermonte : Mascella (Marcello en VF)
- Corrado Annicelli : Pedro Salvador
- Tullio Altamura (en) : le gouverneur de Santa Cruz
- Giovanni Vari (VF : Pierre Leproux) : le quartier-maître barbu
- Franco Jamonte (VF : Serge Sauvion) : le chef canonnier
- Nada Cortese : la dame de la première court